# Hermanas de la Caridad de San Vicente de Paúl de Viena
La Congregación de Hermanas de la Caridad de San Vicente de Paúl de Viena (oficialmente en latín: Congregatio Sororum Caritatis Vindobonensis) es una congregación religiosa católica femenina, de vida apostólica y de derecho pontificio, fundada en 1835 por la religiosa austriaca Josefa Nikolina Lins en Viena. A las religiosas de este instituto se les conoce como Hijas de la Caridad Cristiana, Hermanas de la Caridad de Viena, damas de Viena, vicentinas de Viena o hermanas caritativas. Sus miembros posponen a sus nombres las siglas B.H.S.

## Historia
La congregación tiene su origen en las Hermanas de la Caridad de San Vicente de Paúl de Zams, el 2 de marzo de 1832, tres hermanas, a la cabeza de Josefa Nikolina Lins, fueron enviadas a fundar una comunidad en Viena, para la atención de un hospital católico. Las primeras novicias se formaron con las Hermanas de la Caridad de Estrasburgo. En 1835 se independizaron de la casa madre de Zams, con la aprobación diocesana de Vinzenz Eduard Milde, arzobispo de Viena. El papa Pío IX les elevó a congregación religiosa de derecho pontificio en 1877.

## Organización
La Congregación de Hermanas de la Caridad de San Vicente de Paúl de Viena es un instituto religioso de derecho pontificio y centralizado, cuyo gobierno es ejercido por una superiora general. El instituto es miembro de la Familia Vicentina y de la Federación de Hermanas Vicencianas de Estrasburgo. La sede central se encuentra en Viena (Austria).
Las vicentinas de Viena se dedican al cuidado de los enfermos y de los ancianos. En 2017, el instituto contaba con 148 religiosas y 7 comunidades, presentes únicamente en Austria y República Checa.